# Goworowice

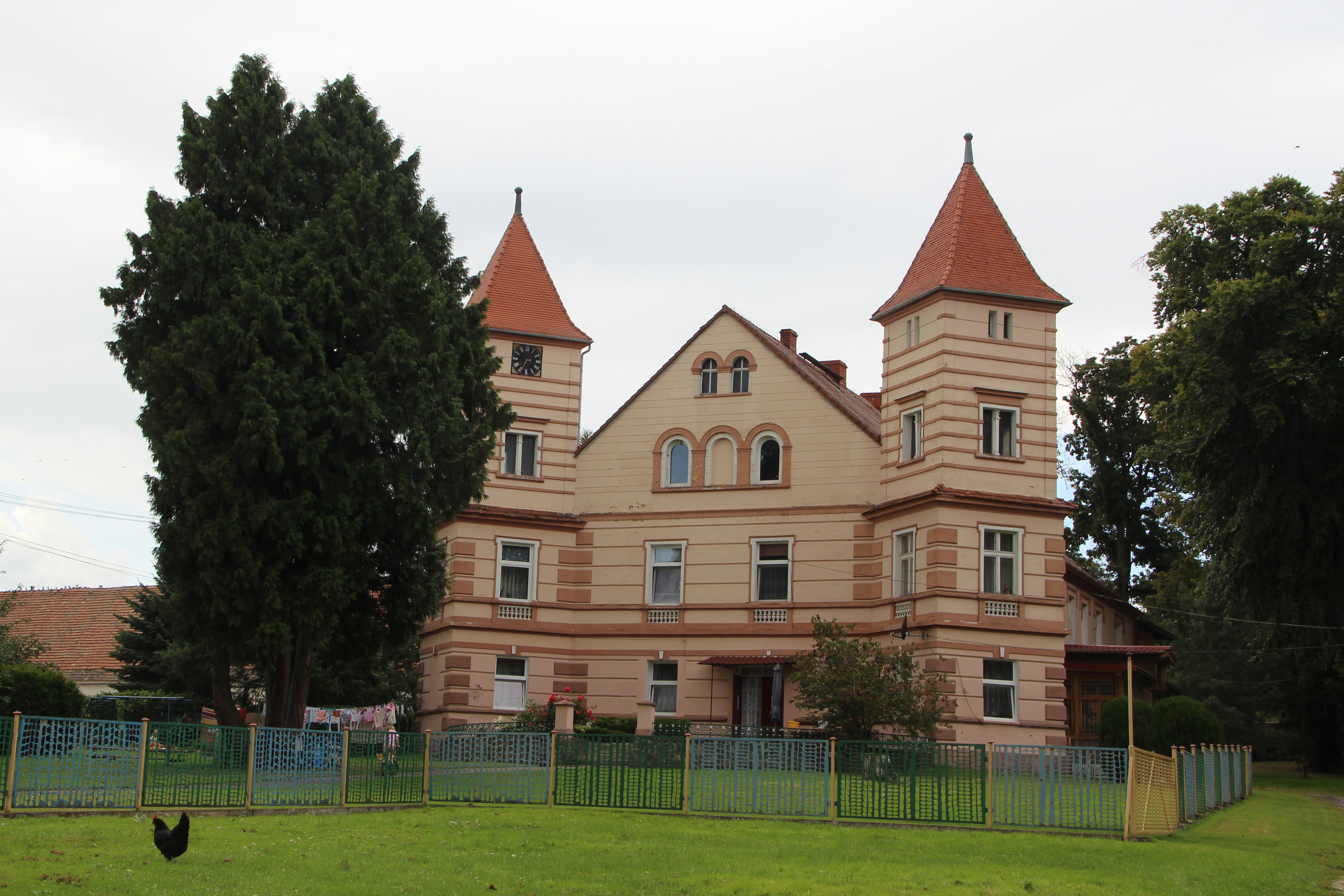

Goworowice is een plaats in het Poolse district  Nyski, woiwodschap Opole. De plaats maakt deel uit van de gemeente Kamiennik en telt 370 inwoners.